# Roman Michalík
Roman Michalík (* 2. května 1974 Valašské Meziříčí) je český motocyklový závodník, mistr světa v kubatuře do 125 cm³ z roku 1998 a držitel dvou titulů absolutního mistra Evropy v enduro z let 2006 a 2007.
Zájem o motorismus v něm probudil jeho otec Vladimír, který byl sám motocyklovým závodníkem a měl přezdívku Palič. Již v roce 1985 se stal Roman Michalík mistrem republiky na minikárách. V motocyklových soutěžích poprvé na mistrovství světa startoval v roce 1991. V roce 1998 se stal mistrem světa v enduro ve třídě do 125 cm³, získal titul absolutního mistra Evropy a ocenění Zlatá přílba jako nejlepší motocyklový závodník ČR tohoto roku. Dlouhodobě se účastnil v českém týmu soutěží družstev o Světovou trofej na Šestidenních, kde družstvo ČR v roce 2006 na Novém Zélandu zvítězilo. V letech 2006 a 2007 se stal absolutním mistrem Evropy v enduru. Poté ukončil kariéru vrcholného jezdce. Dále závodil jen na soutěžích v rámci ČR, kromě motocyklů se věnoval i automobilovému sportu (účastnil se např. Valašské rally).
Žije v Krhové u Valašského Meziříčí.Vyučil se mechanikem pro měřicí přístroje a zařízení a pracuje v rodinné firmě MOTO PALIČ pro dovoz a prodej potřeb pro motocyklisty, kterou založil jeho otec. Mezi jeho další záliby kromě motoristických sportů patří snowboarding, horské kolo a myslivost.